# Luis Volpi
Luis Tomás Volpi (ur. 5 grudnia 1920) – piłkarz urugwajski, napastnik.

## Życiorys
W 1939 roku Volpi zdobył razem z Nacionalem Montevideo tytuł mistrza Urugwaju. Był to początek serii pięciu mistrzowskich tytułów z rzędu – 1939, 1940, 1941, 1942 i 1943. Następnie w 1944 i 1945 roku były dwa tytuły wicemistrzowskie.
Jako piłkarz klubu Nacional wziął udział w turnieju Copa América 1946, gdzie Urugwaj zajął czwarte miejsce. Volpi zagrał w czterech meczach – z Brazylią, Boliwią, Argentyną i Paragwajem.
W 1946 roku razem z Nacionalem po raz szósty zdobył mistrzostwo Urugwaju.
Od 18 lipca 1940 roku do 8 lutego 1946 roku Volpi rozegrał w reprezentacji Urugwaju 12 meczów i zdobył 1 bramkę